# Berezivka, Dolînska
Berezivka (în ucraineană Березівка) este localitatea de reședință a comunei Berezivka din raionul Dolînska, regiunea Kirovohrad, Ucraina.

## Demografie
Componența lingvistică a localității Berezivka
     Ucraineană (98,55%)
     Rusă (1,09%)
     Alte limbi (0,36%)
Conform recensământului din 2001, majoritatea populației localității Berezivka era vorbitoare de ucraineană (98,55%), existând în minoritate și vorbitori de rusă (1,09%).